# Distretto di Mirishkor
Il distretto di Mirishkor è uno dei 13 distretti della Regione di Kashkadarya, in Uzbekistan. Il capoluogo è Yangi-Mirishkor.